# 204-я Вуковарская бригада
204-я Вуковарская бригада (хорв. 204. vukovarska brigada) — пехотная бригада Национальной гвардии Хорватии и вооружённых сил Хорватии, участвовавшая в войне в Хорватии (в битве за Вуковар в частности).

## Образование бригады
Первыми воинскими формированиями Национальной гвардии Хорватии, появившимися в Вуковаре, были части 109-й пехотной бригады (мобилизована в июне 1991 года, вошла в июле в состав 1-й гвардейской бригады «А») и 4-й батальон 3-й гвардейской бригады «А» (образован в августе 1991 года). К концу сентября части 109-й бригады начали подготовку к созданию нового формирования. 23 сентября 1991 года генерал Карл Гориншек, командир Осиекского сектора, подписал приказ об образовании 204-й пехотной бригады, которая официально была образована 25 сентября.
Численность личного состава на момент образования насчитывала 1803 человека. В зону ответственности бригады входили города Вуковар и Илок, а также многочисленные деревни. Командование бригады отправилось в Загреб, где 26 сентября министр обороны подписал приказ о переименовании 204-й бригады в 124-ю.

## Участие в войне
Бригада классифицировалась изначально как военизированное формирование, а не как обученная воинская часть: в её личном составе были обученные солдаты и офицеры, а её командиром был бывший подполковник Югославской народной армии Миле «Ястреб» Дедакович. 3-м батальоном бригады командовал Благо Задро, участвовавший в обороне сектора от северо-западной части города до Трпиньского шоссе. 16 октября 1991 года Задро погиб, его преемником стал полковник Марко Бабич. В середине октября Дедакович отправился в Винковци, командиром бригады был назначен капитан Бранко «Молодой Ястреб» Боркович.
Максимальная численность бригады достигала 2200 человек, из них 770 на активной службе. По данным Министерства обороны Хорватии, бригада потеряла за время существования 921 человека убитым, 770 ранеными, 1527 пленными и 457 пропавшими без вести. В рядах бригады за всё время служили, по официальным данным, 5497 человек (в 2010 году были опубликованы сведения организации Registar hrvatskih branitelja о более чем 3300 военнослужащих 204-й бригады).
В ноябре 1991 года Вуковар был занят ЮНА, и остатки бригады отступили к Винковцам. Официально о роспуске бригады было объявлено 5 июня 1992 года, личный состав продолжил службу в 5-й гвардейской бригаде, образованной 25 октября 1992 года. Единственным офицером бригады, получившим повышение по службе, стал Благо Задро, посмертно произведённый в генерал-майоры.

## Послевоенные годы
До конца войны и в первые послевоенные годы в Министерстве обороны не проводили проверку личного состава бригады и не составляли список служивших в ней, что возмущало её бывших офицеров и командиров. Первая встреча ветеранов бригады состоялась 23 сентября 2001 года по инициативе министра обороны Йозо Радоша и сотрудника Министерства обороны Ивицы Панчича.
В ноябре 2005 года министр обороны Хорватии Берислав Рончевич объявил, что все официальные записи и свидетельства собраны, что позволяет признать официальным существование 204-й Вуковарской бригады как формирования вооружённых сил Хорватии. Личный состав бригады собрался 25 сентября 2006 года в Вуковаре на церемонии годовщины образования бригады и был принят президентом Хорватии Степаном Месичем.